# Vennati
Koordinaten: 58° 17′ N, 22° 20′ O
Vennati (deutsch Fenieth) ist ein Dorf (estnisch küla) auf der größten estnischen Insel Saaremaa. Es gehört zur Landgemeinde Saaremaa (bis 2017: Landgemeinde Lääne-Saare) im Kreis Saare.
Das Dorf hat acht Einwohner (Stand 1. Januar 2016). Die Fläche beträgt 7,68 km².